# Аблација (медицина)
Аблација или терапија аблацијом је процедура која се користи за уништавање абнормалног ткива које може бити присутно у многим стањима, без потребе за инвазивнијом операцијом. На пример, процедура може да се користи да уништи малу количину срчаног ткива које узрокује неправилне откуцаје срца или да лечи туморе у плућима, дојкама, штитној жлезди, јетри или другим деловима тела. Изводи се уз помоћ специјалне сонде  за испоруку аблативних третмана директно на оболело ткиво. Током аблације хирург се ослања на  слику са монитора како би водио сонду до потребног положаја и пратио напредак лечења.

## Опште информације
Аблативна терапија има неколико предности:
- узрокује минималан бол,
- има краће време опоравка од операције или терапије зрачењем,
- не захтева боравак у болници преко ноћи,
- може се користити у комбинацији са другим третманима рака.

Пружаоци здравствених услуга који спроводе терапију аблацијом могу бити:
- лекари обучени за снимање (радиолози),
- лекари специјалисти за срце (кардиолози),
- лекари специјалисти за лечење рака (онколози).

## Врсте аблације
Абнормално ткиво се може оштетити или уништити различитим аблациним техникама, укључујући:
- топлоту (радиофреквентна аблација),
- екстремну хладноћу (криоаблација),
- ласерски зрак (ласерска аблација)
- хемикалије (хемијска аблација).

## Метода
За аблацију могу да се користе сонде убачене кроз кожу, флексибилне цеви убачене кроз артерију (катетери) или енергетски зраци, које се прате и воде разним техникама снимања за вођење аблације.

### Површинска аблација
Површинска аблација коже (дермоабразија, која се назива и обнављање површине јер изазива регенерацију) може се извести хемикалијама (хемоаблација), ласерима (ласерска аблација), замрзавањем (криоаблација) или електричном енергијом (фулгурација). Њена сврха је да уклони флеке на кожи, остареле коже, боре и на тај начин је подмлађује. Површинска аблација се такође користи у оториноларингологији за неколико врста хирургије, попут оне за хркање.

### Радиофреквентна аблација
Радиофреквентна аблација (РФА) је метода уклањања аберантног ткива из тела путем минимално инвазивних процедура, користи се за лечење различитих срчаних аритмија као што су суправентрикуларна тахикардија, Синдром преексцитације срчаних комора или Волф-Паркинсон-Вајтов синдром (ВПВ), вентрикуларна тахикардија и у скорије време за лечење фибрилације. Термин се често користи у контексту ласерске аблације, процеса у коме ласер раствара молекуларне везе материјала. Да би ласер извршио аблацију ткива, густина снаге или флуенс мора бити висока, иначе долази до термокоагулације, што је једноставно термичко испаравање ткива.

### Ротаблација
Ротаблација је врста чишћења артерија која се састоји од уметања сићушног уређаја налик бушилици са дијамантским врхом у захваћену артерију како би се уклониле масне наслаге или плак. Поступак се користи у лечењу коронарне болести срца за обнављање протока крви.

### Микроталасна аблација
Микроталасна аблација (МВА) је слична РФА, али на вишим фреквенцијама електромагнетног зрачења.
Аблација фокусираног ултразвука високог интензитета (ХИФУ) неинвазивно уклања ткиво из тела.
Аблација коштане сржи је процес којим се ћелије људске коштане сржи елиминишу у припреми за трансплантацију коштане сржи. Ово се изводи уз помоћ хемотерапије високог интензитета и зрачења целог тела. Као такав, нема никакве везе са техникама испаравања описаним у остатку овог чланка.
Аблација можданог ткива се користи за лечење одређених неуролошких поремећаја, посебно Паркинсонове болести, а понекад и код психијатријских поремећаја.

### Генетска аблација
Недавно су неки истраживачи пријавили успешне резултате са генетском аблацијом. Конкретно, генетска аблација је потенцијално много ефикаснија метода уклањања нежељених ћелија, као што су туморске ћелије, јер би се могао створити велики број животиња којима недостају специфичне ћелије. Генетски аблиране линије се могу одржавати током дужег временског периода и делити унутар истраживачке заједнице. Описане технике генетске аблације могле би се показати корисним у борби против рака.

## Предности
Најважније предности термалне аблације су:
- релативно је брза процедура са брзим опораваком. Време опоравка за криохирургију може бити краће него за отворену операцију.
- хемотерапија се може наставити скоро одмах код пацијената којима је потребна.
- јефтинија је од других опција лечења.
- неколико сати након процедуре пацијент може отићи кући, или можете остати преко ноћи.
- оштећење здравог ткива је минимално (јер је рез за сонду кроз кожу јако мали).

## Ограничења
Једно од ограничења за аблацију је количина ткива које термална аблација може уништити. То је због ограничења тренутне опреме. Технички напредак ће вероватно омогућити лечење већих промена у будућности.
Микроскопске промене које се не виде на радиолошким сликама не могу се лечити аблацијом (нпр. тумори мањи од 2 до 3 мм често се не виде са тренутном технологијом снимања).
Како је аблација локализована  терапија она може лечити само болест на једном месту. Не може увек да лечи нпр. рак који се проширио на друге делове тела. 